# インテック
株式会社インテック (INTEC INC.) は、TISインテックグループの大手システムインテグレーター（独立系）。

## 概要
ITコンサルティング、システムインテグレーション、アウトソーシング、ソフトウェア開発、ネットワークサービスを提供する総合ITベンダーである。社名は INformation TEChnology から。
大型汎用機が高価な時代に共同利用を構想して1964年（昭和39年）に「株式会社富山計算センター」（資本金1,000万円）として創業し、1970年（昭和45年）に商号を「株式会社インテック」に変更した。
過去にパソコン通信向けVANサービス「Tri-P（トライピー）」を国内一律の接続料金で提供し、2005年（平成17年）1月31日に終了した。1989年から1990年代前半にかけて家庭用ゲーム機のPCエンジン用ソフトを開発して販売した。
インテックシステム研究所を設立して「ネットワークのインテック」の基礎を築き、IPv6の基盤研究を目的としたインテックネットコアを設立する。
通信事業者で初のISDNサービスや通信カラオケシステム構築など、技術とソフトウェアの開発を得意とする。
1994年（平成6年）に本社ビルとして23階建てタワー111を建設した。
2005年（平成17年）に、通信事業のインテックコミュニケーションズを吸収合併、機器販売のアイ・ユー・ケイとソフトウェア開発のインテックソリューションパワーの株式を100パーセント (%) 取得して完全子会社化、本体のユースウェア事業をアイユーケイへ移管などグループ会社を再編し、宮地専務取締役が代表取締役執行役員社長へ昇格して中尾哲雄社長が代表権を有する会長に就いた。
2006年（平成18年）10月2日に、東証1部上場のインテックと東証マザーズ上場のインテック・ウェブ・アンド・ゲノム・インフォマティクスは株式を移転して共同持株会社「株式会社インテックホールディングス」を設立した。純粋持株会社移行で経営効率化と収益力向上を目指す。インテック株及びインテック・ウェブ・アンド・ゲノム・インフォマティクス株は上場廃止となり、それぞれの株主はインテックホールディングスの株主となった。
TIS（初代）と共同持株会社による経営統合を決定し、2008年（平成20年）4月にインテックホールディングスとTIS（初代）が純粋持株会社ITホールディングス株式会社を設立し、2009年（平成21年）10月1日にインテックがインテックホールディングスを吸収合併した。2016年（平成28年）7月にITホールディングスはTIS（初代）を吸収合併してTIS（2代）へ商号を変更し、TIS（2代）の子会社となった。
ワールドインテック社は無関係である。

## 沿革
- 1963年（昭和38年）
  - 11月15日 - 発起人会を開催[3]。
  - 12月23日 - 北日本新聞社が100万円を出資することを決定する[4]。
- 1964年（昭和39年）1月11日 - 午前11時[5]に富山計算センターを設立。北日本放送の旧社屋（入船町31番地、鉄筋平屋建て59坪、木造平屋建中の1室4.5坪）に本社を設置[6]。
  - 創業当時は富山相互銀行が5,800株、富山地方鉄道が4,000株、北日本新聞社が2,000株、旧社屋を譲った北日本放送は600株[6]、それぞれ有した。
- 1966年（昭和41年）
  - 2月23日 - 市町村電子計算センター（1966年1月4日設立、富山計算センターへ施設と運営を全面委託）を、富山計算センター丸の内事業所とする[7]。
  - 12月30日 - 入船事業所を富山地鉄ビルディングへ移転して本社事業所と改称[8]。
- 1967年（昭和42年）1月1日 - 本社所在地を富山市桜町1丁目1-36へ移転[8]。
- 1970年（昭和45年）10月1日 - 株式会社インテックに商号を変更[9]。
- 1971年（昭和46年）1月13日 - 社長室を富山地鉄ビルディングから住友生命ビルへ移転[10]。
- 1972年（昭和47年）
  - 3月31日 - 富山本社を桜橋通り1-18の住友生命ビルへ移転[11]。
  - 9月15日 - 富山センターの行政事務部門を分離し、富山市丸の内1-4の富山県市町村会館内に行政事務センターを開設、ソフトウェア部を東京都の三菱倉庫芝浦ビル内に設置[11]。
- 1973年（昭和48年）7月 - 富山センター用地買収完了[12]。
- 1974年（昭和49年）5月21日 - インテック富山ビル起工[13]、5月23日着工、12月20日完成予定[14]。
- 1975年（昭和50年）
  - 1月11日 - 関連会社『株式会社インテック興産』設立[13]。
  - 1月31日 - インテック富山ビル竣工[15][注 1]。
  - 6月24日 - インテック富山ビル竣工式[13]。
  - 10月13日 - 富山センター、富山相互銀行の総合オンラインサービス開始[13]。
  - 10月21日 - 日本インテック技研を設立して日本情報技研を吸収する[13]。
- 1979年（昭和54年）1月 - インテック健康保険組合発足、ティー・シー・シーから社員が移籍して従業員数1,004名[16]。
- 1982年（昭和57年）11月1日 - 名古屋証券取引所市場第2部上場[17]。
- 1984年（昭和59年）11月21日 - 東京証券取引所市場第2部上場[18]。
- 1986年（昭和61年）9月1日 - 東京と名古屋証券取引所市場第1部上場、富山県内の北陸電気工業と同日[19]。
- 1989年（平成元年）  - インテック・システム研究所設立。
- 1994年（平成6年）4月27日 - 本社ビル「タワー111（トリプルワン）」竣工[20]。
- 1999年（平成11年） - 東京ビル（東京都江東区新砂1-3-3）竣工。
- 2000年（平成12年） - 東京電力ならびに東京通信ネットワークとインターネット・データセンター事業会社のアット東京設立。
- 2002年（平成14年） - 次世代インターネット戦略企画・研究のインテック・ネットコア設立。
- 2003年（平成15年） - 中国遼寧省に大連センター開設、湖北省武漢にINTEC武漢設立。
- 2006年（平成18年）
  - 6月 - インテック本社前ビル「ポートラムスクエア」竣工。
  - 9月 - 東京証券取引所市場1部上場廃止。
  - 10月 - 純粋持株会社制へ移行して株式会社インテックホールディングスを設立し、東京証券取引所市場第1部上場。
- 2007年（平成19年） - TIS（初代）と共同持株会社で経営統合を決定。
- 2008年（平成20年）4月 - インテックホールディングスとTIS（初代）が、純粋持株会社ITホールディングス株式会社を設立。
- 2009年（平成21年）10月 - インテックホールディングスを吸収合併。
- 2011年
  - 4月 - 日本システム技術とインテックシステム研究所を吸収合併。
  - 5月 - 自社ウェブサイトをIPv6対応。
- 2012年（平成24年）
  - 2月 - バンコクにINTEC SYSTEMS BANGKOK設立。
  - 4月 - 遼寧省大連市にインテック大連設立。
  - 6月 - 広域仮想クラウドサービス「EINS WAVE」提供開始。
  - 7月 - ホーチミンにOARTECH VIETNAM設立。
  - 10月 - 関電システムソリューションズと協業で「大阪第2DC」開業。
- 2013年（平成25年）1月 - 環境未来都市準備室（現　環境未来都市事業推進室）を設置してスマートシティ対応。
- 2014年（平成26年）
  - 1月 - 創立満50年。
  - 6月 - ITホールディングスグループ　コーポレートマーク統一。
- 2015年（平成27年）
  - 6月
    - 東京都三鷹市に「東京第2DC」を開業。
    - 米国・シリコンバレーにINTEC Innovative Technologies USAを設立。
- 2016年（平成28年）7月 - 親会社のITホールディングスがTIS株式会社を吸収合併して事業持株会社とし、TIS株式会社に商号を変更する。当社はTISの子会社となる。
- 2021年（令和3年）5月 - 東京本社を江東区豊洲へ移転。
- 2026年（令和8年）7月1日 - TIS株式会社（同日付でTISI株式会社に商号変更予定）に吸収合併され、解散予定[21]。

## 役員
- 北岡隆之（代表取締役社長・TIS株式会社取締役）
- 疋田秀三（取締役副社長執行役員）
- 眞門聡明（取締役副社長執行役員）
- 牧野賢藏（取締役専務執行役員）
- 中森行雄（取締役専務執行役員）
- 大曽根千朗（取締役専務執行役員）
- 柳井城作（取締役〈非常勤〉・TIS株式会社代表取締役副社長執行役員）
- 河村正和（取締役〈非常勤〉・TIS株式会社執行役員）
- 上田伸一（監査役）
- 遠藤健史（監査役）
- 浅野哲也（監査役〈非常勤〉・TIS株式会社監査役）

## ゲームソフト
1995年頃までゲーム販売を手掛けた。
PCエンジン
- これがプロ野球'89 / これがプロ野球'90
- ザ・プロ野球 / ザ・プロ野球SUPER / ザ・プロ野球SUPER'94
- 格闘覇王伝説アルガノス（フィルインカフェ開発。ジャケットにも使われたイメージイラストは、義仲翔子が手掛けている）
- GALAXY刑事GAYVAN（フィルインカフェ開発）
- 戦国関東三国志（トーセ開発）
- 太平記（トーセ開発）
- チャンピオンシップラリー（フィルインカフェ開発）
- 都留照人の実践株式倍バイゲーム

スーパーファミコン
- 夢幻の如く
- おとぼけ忍者コロシアム（ミント開発）

## インテック本社前停留場

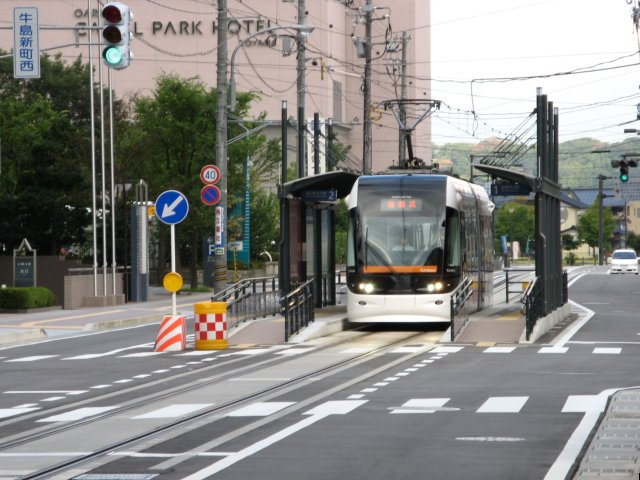
富山港線インテック本社前停留場

タワー111の北側に富山地方鉄道富山港線電車停留場「インテック本社前」がある。2006年（平成18年）4月に富山港線のLRT化と経路変更の際に新設された停留場の命名権を1,500万円で得た。

## ソフトウェア工場化
2003年（平成15年）に中国でソフトウェア開発2拠点を設置して低廉な「ソフトウェア工場」構想を推進する。2006年（平成18年）6月28日に本社ビル北側でソフトウェア開発の集約拠点として新オフィスビル「ポートラムスクエア」が竣工した。ポートラムは富山ライトレール富山港線と車両の愛称である。

## グループ企業
- TIS株式会社
- 株式会社インテックソリューションパワー
- 株式会社アイ・ユー・ケイ
- 株式会社ネクスウェイ
- 株式会社高志インテック
- 北国インテックサービス株式会社

- 株式会社クラウド・スコープ・テクノロジーズ
- 株式会社スカイインテック
- 株式会社インテック・アイティ・キャピタル

- 株式会社プラネット
- イーソリューションズ株式会社
- 株式会社パワー・アンド・IT
- 株式会社新川インフォメーションセンター
- 株式会社アット東京

- 英特克信息技術（武漢）有限公司（インテック武漢）
- 英態希信息技術（上海）有限公司
- INTEC Vietnam Co., Ltd.
- INTEC Innovative Technologies USA, Inc.
- I-AGREX(Thailand) CO., LTD.

### 過去にグループであった企業
- 株式会社インテックリース（2007年〈平成19年〉11月 高志インテックにリース事業を譲渡し解散）
- 株式会社北海道インテック（2008年〈平成20年〉4月30日 解散）
- 株式会社アイ・エヌ・キューブ（2009年〈平成21年〉7月1日 アイ・ユーケイと合併）
- 株式会社インテックホールディングス（2009年〈平成21年〉 吸収合併）
- 株式会社フレックス（2009年〈平成21年〉10月1日 事業統合）
- 株式会社ビット・クルーズ（2010年〈平成22年〉2月1日 エス・クルーと合併）
- 株式会社インテック・ネットコア（2010年〈平成22年〉4月1日 インテックシステム研究所と合併）
- 中央システム株式会社（2010年〈平成22年〉4月1日 ITホールディングスの直接の子会社に）
- 株式会社エス・クルー（2010年〈平成22年〉10月株式会社キーポート・ソリューションズと合併）
- 日本システム技術株式会社（2011年〈平成23年〉4月1日 インテックに吸収合併）
- 株式会社インテックシステム研究所（2011年〈平成23年〉4月1日 インテックに吸収合併）
- 株式会社ヒューマ（2011年〈平成23年〉株式会社高志インテックと合併）
- アイデック株式会社（2011年〈平成23年〉4月1日インテックソリューションパワーと合併）
- 株式会社ウィズインテック（2013年〈平成25年〉5月1日インテックにデータエントリー事業を譲渡のうえ解散）
- 株式会社スカイインテック（2013年〈平成25年〉1月1日 インテックアメニティに吸収合併され現在のスカイインテックに）
- オーテック株式会社（2014年〈平成26年〉度に事業不振のため解散）
- 株式会社キーポート・ソリューションズ（2015年〈平成27年〉サイオステクノロジー株式会社へ事業譲渡）
- 株式会社マイテック（2015年〈平成27年〉SMKへ株式譲渡）

## インテックグループが出資している主な企業
上場企業
- アドソル日進（東証1部上場） - 主要株主（第5位）
- ULSグループ（JASDAQ上場） - 主要株主（第4位）
- シグマクシス（東証1部上場） - 主要株主（第5位）

非上場企業
- チューリップテレビ - 主要株主
- 富山エフエム放送 - 主要株主（第3位）
- 廣貫堂 - 主要株主（第6位）
- ケーブルテレビ富山 - 主要株主（第5位）
- 高岡ケーブルネットワーク - 主要株主（第5位）
- 富山観光開発 - 主要株主（第7位）
- 佐藤鉄工 - 主要株主（第6位）
- 日本海ガス - 主要株主（第9位）
- 富山第一銀行 - 主要株主（第10位）
- アット東京 - 主要株主（第3位）

## 平均年齢・勤続年数・年収
| 年   | 年   | 年   | 月 | 平均 年齢 (歳) | 勤続 年数 (年) | 年収 (万円) |
| 西暦 | 和暦 | 和暦 | 月 | 平均 年齢 (歳) | 勤続 年数 (年) | 年収 (万円) |
| 西暦 | 元号 | ~    | 月 | 平均 年齢 (歳) | 勤続 年数 (年) | 年収 (万円) |
| ---- | ---- | ---- | -- | -------------- | -------------- | ----------- |
| 2020 | 令和 | 02   | 3  | 40.7           | 16.6           | 644,0       |
| 2006 | 平成 | 18   | 3  | 35.7           | 11.6           | 577.2       |
| 2005 | 平成 | 17   | 3  | 35.3           | 11.1           | 576.0       |
| 2004 | 平成 | 16   | 3  | 34.8           | 10.7           | 558.3       |
| 2003 | 平成 | 15   | 3  | 34.7           | 11.5           | 542.6       |

## 社史
- インテック十五年史（1979年5月21日、インテック発行）